# Erythrocera
Erythrocera – rodzaj muchówek z rodziny rączycowatych (Tachinidae).

## Wybrane gatunki
- E. genalis (Aldrich, 1928)[1]
- E. hunanensis Chao & Zhou, 1992[1]
- E. neolongicornis O’Hara, Shima & Zhang, 2009[1]
- E. nigripes (Robineau-Desvoidy, 1830)[2]